# Михайловка (Карталинский район)
Михайловка — деревня в Карталинском районе Челябинской области России. Входит в Еленинское сельское поселение.

## География
Через село протекает река Куйсак. Расстояние до районного центра города Карталы 73 км.

## История
Деревня основана на месте хутора Михайловского, построенного в 1902 году в черте Наваринского станичного юрта 2-го военного отдела Оренбургского казачьего войска.
В 1929 году организован колхоз «Спартак».

## Население
| 2002 | 2010 |
| ---- | ---- |
| 260  | ↘229 |

## Улицы
- Заречная,
- Лесная,
- Степная,
- Центральная.

## Инфраструктура
- Фельдшерско-акушерский пункт,
- библиотека.